# Heinrich Schellenberg (Politiker)
Heinrich Schellenberg (* 19. Oktober 1810 in Neuwied; † 12. Dezember 1876 in Nordenstadt) war ein deutscher Pfarrer und nassauischer Landtagsabgeordneter.

## Leben
Schellenberg besuchte 1826 bis 1829 das Gymnasium Philippinum Weilburg und studierte ab 1829 evangelische Theologie an der Universität Halle und der Hohen Schule Herborn und legte 1832 das Examen ab. Von 1834 bis 1838 war er Vikar in Wiesbaden und von 1838 bis 1842 in Nied. 1842–1854 war er Pfarrer in Usingen und 1854–1867 in Hadamar. Von 1867 bis 1873 war er Pfarrer und Dekan in Nastätten und 1873 in Nordenstadt. 1875 trat er in den Ruhestand.

## Politik
In der Reaktionsära war er von 1852 bis 1857 für den Wahlkreis XVII (Usingen/Reichelsheim) Mitglied der 2. Kammer der Landstände des Herzogtums Nassau.

## Familie
Schellenberg war der Sohn des Geheimen Kirchenrates und Pfarrers Dr. theol. Karl Adolph Gottlob Schellenberg (1764–1835) und dessen Ehefrau Friederike geborene Simon (* 7. September 1772 in Jugenheim; † 6. März 1847 in Wiesbaden), die Tochter eines Amtmanns. Schellenberg heiratete am 22. Juli 1838 in Wiesbaden Ernestine Reinhardine geborene Frensdorf (* 8. März 1811 in Dillenburg; † 28. Oktober 1878 in Wehen), der Tochter des Geheimen Rates Georg Friedrich Wilhelm Frensdorf und dessen Ehefrau Henriette Becher.